# Ernesto Montagne Markholz
Ernesto Montagne Markholz (Lima, 3 de mayo de 1885 - Lima, 27 de agosto de 1954) fue militar, diplomático y político peruano. General de Brigada del Ejército del Perú. Fue ministro de Estado en los gobiernos militares de los años 1930, aunque es más recordado por ser el candidato que disputó la presidencia de la República al general Manuel A. Odría en las elecciones de 1950.
En la Junta Militar de Gobierno, presidida por el comandante Luis Sánchez Cerro, fue ministro de Relaciones Exteriores, de 1930 a 1931. Luego fue destacado a la frontera con Colombia, durante el conflicto con dicho país.
En el segundo gobierno del general Óscar R. Benavides fue ministro de Justicia, Instrucción, Culto y Beneficencia (1934-1935), ministro de Educación Pública (1935-1939), presidente del Consejo de Ministros y primer vicepresidente del Perú (1936-1939), lo que lo convirtió en el segundo hombre fuerte del régimen. Ya bajo la restauración democrática, fue senador de la República (1939-1948) y presidente del Senado (1939-1940).
En 1950 fue candidato a la presidencia de la República por la Liga Nacional Democrática, enfrentando al general Manuel Odría, pero fue retirado de la competencia por el Jurado Nacional de Elecciones y acabó siendo apresado. Fue padre de Ernesto Montagne Sánchez, también militar y político, que llegó a ser ministro de Guerra y primer ministro del gobierno militar del general Juan Velasco Alvarado.

## Biografía

### Nacimiento y formación militar
Nacido en Lima, el 3 de mayo de 1885, sus padres fueron el francés Adhemar Montagne Crepin y la inglesa María Eugenia Markholz Walsh. Cursó sus estudios escolares, primero en el Colegio San José de Cluny y luego en la Escuela Técnica de Comercio.
En 1902 ingresó a la Escuela Militar de Chorrillos. En 1905 egresó con el grado de alférez y obtuvo la espada de honor de su graduación. De 1906 a 1908 siguió un ciclo de especialización de Topografía, bajo la dirección del teniente coronel Pablo Berthon, de la Misión Militar Francesa.
Ascendido a teniente en 1908, pasó a ejercer como profesor de Topografía en la Escuela Militar, de 1908 a 1911. Ya como capitán, ingresó a la Escuela Superior de Guerra, donde cursó de 1911 a 1912.
En 1913, en reconocimiento a su aptitud, fue enviado a la Escuela Superior de Guerra de París. Al estallar la Primera Guerra Mundial en 1914, ofreció sus servicios al ejército francés pero se le negó tal posibilidad al no permitir el reglamento la admisión de extranjeros. Por lo que debió retornar al Perú.

### Carrera militar

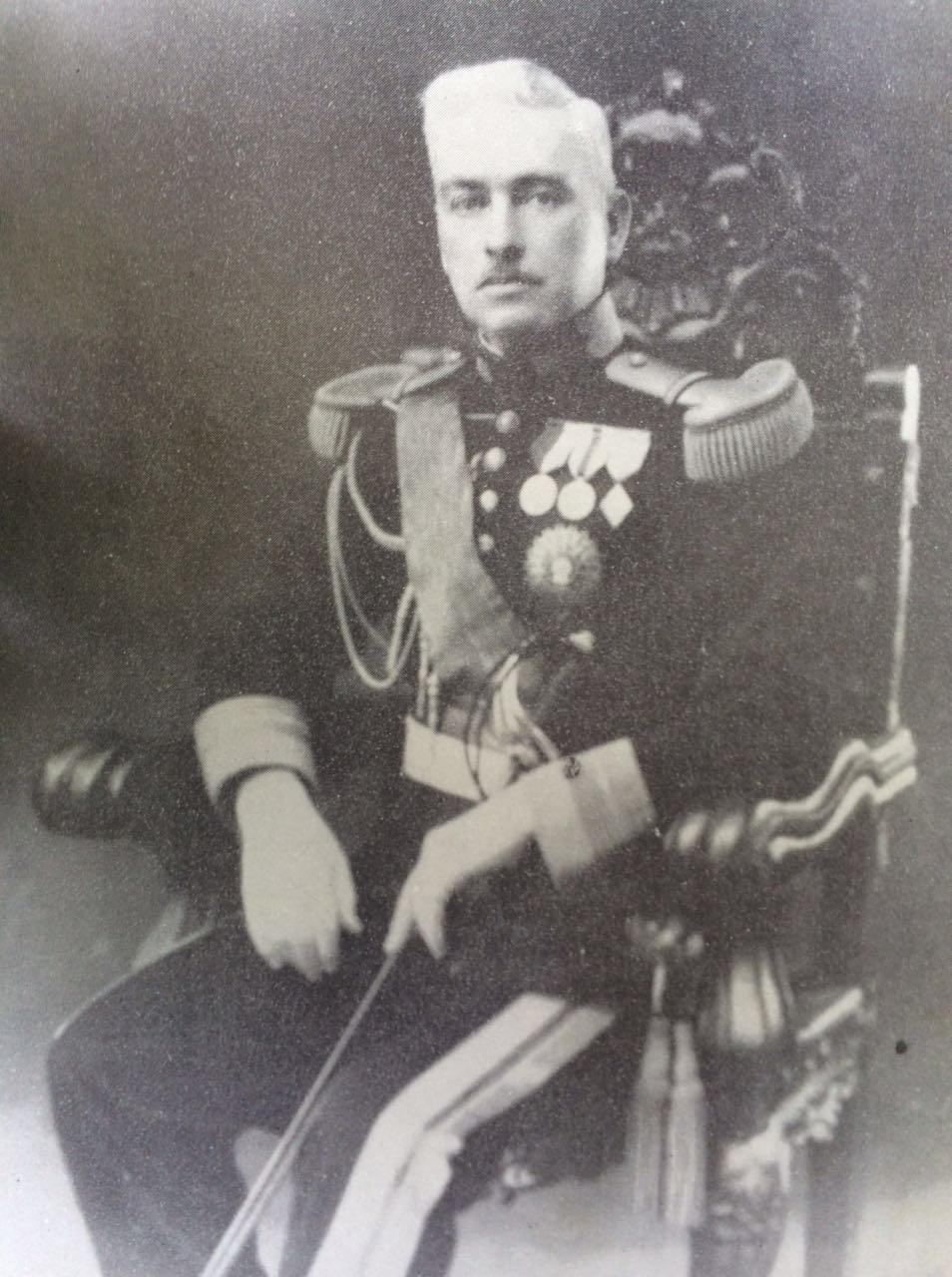
El teniente coronel Ernesto Montagne Markholz como Director de la EMCH 1918-1919.

En 1915 fue ascendido al rango de sargento mayor y destinado como adjunto a la Inspección de Infantería y Tiro. En tal calidad, intervino en los planes y programas de instrucción. En 1918 fue ascendido a teniente coronel y nombrado jefe de una sección en el Estado Mayor General del Ejército. Pero poco después pasó a la Escuela Militar de Chorrillos con el cargo de subdirector, para luego ser elevado a director, función que ejerció hasta 1919.
Al producirse en 1919 el golpe de Estado de Augusto B. Leguía contra José Pardo y Barreda, solicitó su pase a retiro. Pero acabó aceptando el cargo de director general del Tiro Nacional, y luego pasó a ser jefe del Regimiento de Infantería N.º 15 a organizarse en Sicuani. Allí logró la cooperación de los vecinos para construir un cuartel y se destacó por la energía que desplegó en la administración.
En 1921 se encargó de la subprefectura en Sicuani, en cuyo ejercicio publicó un bando que prohibió todo servicio personal gratuito y abolió el pago indebido de multas.
En 1922 retornó a Lima como adjunto al general Wilhelm Faupel, oficial alemán que había sido nombrado inspector general del Ejército. Ascendido a coronel de infantería en 1928, fue nuevamente nombrado subdirector de la Escuela Militar en 1929.

### Ministro de Hacienda
Montagne integró el último Consejo de Ministros del gobierno de Augusto B. Leguía, en calidad de ministro de Hacienda. Era un gabinete militar de emergencia, presidido por el general Fernando Sarmiento Ramírez, y que en teoría solo rigió por unas dos horas, de 24 a 25 de agosto de 1930.

### Ministro de Relaciones Exteriores
Al producirse la caída de Leguía el 25 de agosto de 1930, Montagne no reconoció a la Junta de Gobierno constituida en Lima bajo la presidencia del general Manuel M. Ponce, y prefirió apoyar a la revolución acaudillada en Arequipa por el teniente coronel Luis Sánchez Cerro.
Cuando Sánchez Cerro se trasladó en avión a Lima y organizó una nueva Junta de Gobierno el día 27 de agosto, Ernesto Montagne aceptó formar parte del Consejo de Ministros en calidad de ministro de Relaciones Exteriores.
Entre la labor que realizó destaca la reorganización de las oficinas del ministerio, la creación de la sección Publicaciones y Propaganda, y la publicación de la Revista Diplomática y Consular. Suscribió con el embajador de Chile el acta de canje del Convenio sobre Policía Fronteriza y el Convenio sobre Salvoconductos para viajar entre Tacna y Arica, así como el Convenio para el tránsito de mercancías y equipajes entre Arica y Tacna.
Se mantuvo al frente de la Cancillería hasta el 10 de febrero de 1931. Pasó luego a ser Contralor General del Ejército.

### En la guerra contra Colombia
Tras el estallido del conflicto con Colombia a raíz de la ocupación de Leticia por un grupo de peruanos descontentos con el Tratado Salomón-Lozano, Montagne fue transferido a Iquitos como jefe de Estado Mayor del Ejército de Operaciones del Nor-Oriente (1933). Permaneció allí durante dos años y llegó a reemplazar al comandante en jefe de dicho ejército, primero de manera accidental, y luego como titular (1934).

### Ministro de Justicia y de Educación

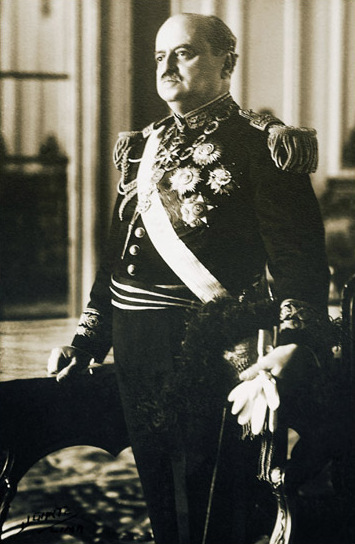
El general Óscar R. Benavides, presidente del Perú entre 1933 y 1939, en cuyo gobierno Montagne fue el segundo en el mando, como ministro de Estado, presidente del Consejo de Ministros y primer vicepresidente de la República.

En 1935, tras la firma de la paz con Colombia, retornó a Lima. Por entonces gobernaba el general Oscar R. Benavides, elegido por el Congreso tras el asesinato del presidente Sánchez Cerro.
El 21 de mayo de 1935, fue nombrado ministro de Justicia y Culto. En octubre del mismo año, al reorganizarse el Consejo de Ministros, pasó a ser titular de la recién creada cartera de Educación Pública.
Durante su gestión en el ramo de Educación realizó las siguientes obras:
- Gestionó la clasificación de los maestros, según su grado de instrucción, y estableció su primer escalafón.
- Promovió la modernización y uniformización de los planes y programas de estudios.
- Fundó la Biblioteca del Maestro.
- Reguló los concursos para proveer los empleos de directores y auxiliares de escuelas vacantes.
- Organizó la primera escala de sueldos de los profesores.
- Estableció que los directores presentaran un registro de conducta de los estudiantes al término de cada año de estudios.
- Expidió la Ley de Becas (1937).
- Declaró obligatorio el canto del Himno Nacional del Perú.
- Fundó el Museo Antropológico de Pueblo Libre, actual Museo Nacional de Arqueología, Antropología e Historia (1938).
- Mostró interés por la educación física y la promoción del deporte.
- Reedificó la Escuela Nacional de Bellas Artes.

### Presidente del Consejo de Ministros y primer Vicepresidente del Perú

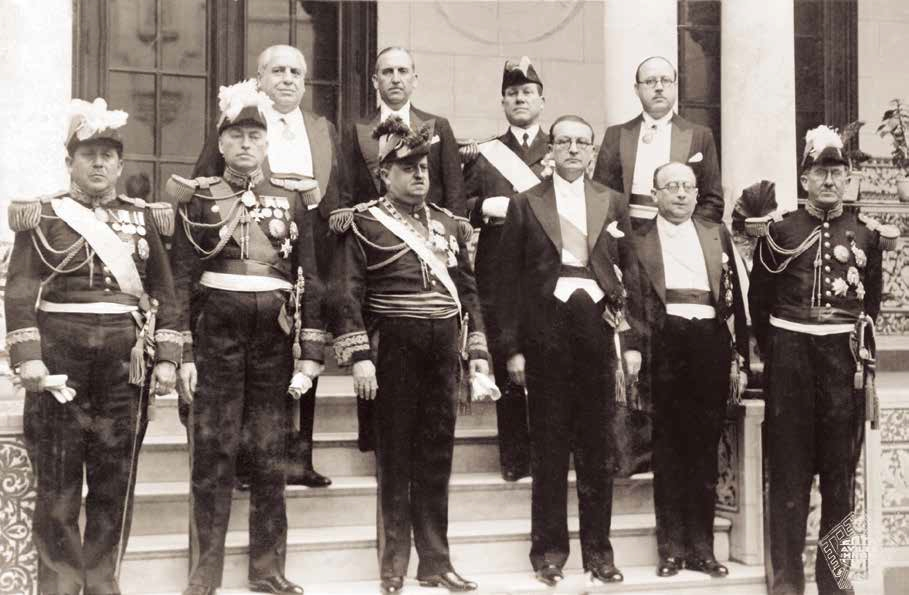
El general Óscar R. Benavides, junto con su gabinete ministerial. Ernesto Montagne, como primer ministro y ministro de Educación Pública, es el segundo de la primera fila, de izquierda a derecha. Aparece flanqueado por el general Antonio Rodríguez Ramírez (ministro de Gobierno y Policía) y por el presidente Benavides. Lima, 28 de julio de 1936.

Al renunciar el presidente del Consejo de Ministros, general Manuel E. Rodríguez, Montagne tomó la posta, manteniéndose al mismo tiempo como titular de Educación. A la cabeza del gabinete ministerial estuvo de 13 de abril de 1936 a 12 de abril de 1939.
También ejerció la primera vicepresidencia de la República, de acuerdo a una ley dada por el mismo gobierno el 11 de diciembre de 1936, que establecía que dicha función la ejercía de manera simultánea el presidente del Consejo de Ministros. Fue ascendido a general de brigada, el 3 de junio de 1936.
Durante este período se organizaron elecciones generales del 11 de octubre de 1936, que fueron anuladas por el Ejecutivo, aduciendo que el candidato con mayor respaldo, Luis Antonio Eguiguren Escudero, había sido apoyado por los votos de los militantes de un partido proscrito, el APRA. En una tempestuosa sesión del Congreso, se decidió prorrogar el mandato de Benavides por tres años más.
Inicialmente su gabinete fue predominantemente militar, pero luego, a partir de octubre de 1937, se incorporaron en él importantes figuras civiles, como el doctor Carlos Concha Cárdenas (Relaciones Exteriores), Benjamín Roca García (Hacienda y Comercio) y el ingeniero Rafael Escardó (Salud Pública, Trabajo y Previsión Social). En diciembre de 1938, Manuel Ugarteche reemplazó a Roca, y el doctor Guillermo Almenara sustituyó a Escardó.
El 19 de febrero de 1939 se produjo la intentona golpista del general Antonio Rodríguez Ramírez, que era el ministro de Gobierno y segundo vicepresidente de la República, y que resultó muerto en la refriega. Asumió entonces como nuevo ministro de Gobierno Diómedes Arias Schreiber. La crisis política obligó al gobierno a anunciar la convocatoria a elecciones generales. Ante tal coyuntura, el 29 de marzo de 1939 Montagne dimitió con su gabinete en pleno, pero su renuncia no fue aceptada. Nuevamente la solicitó en 19 de abril y entonces el presidente Benavides encargó la formación de otro gabinete, presidido por Manuel Ugarteche Jiménez, que sería el último del gobierno.
El paso de Montagne en la presidencia del Consejo de Ministros duró tres años, lo que lo convierte en uno de los periodos más largos en la historia de dicho organismo.

### Senador de la República y presidente del Senado
En las elecciones de 1939, Montagne resultó elegido senador por Loreto, y llegó a ser presidente del Senado en dos períodos legislativos (1939-1940). En tal calidad, le tocó recibir la banda presidencial de manos de Benavides y colocársela al nuevo presidente, Manuel Prado Ugarteche, en la ceremonia de entrega de mando realizada el 8 de diciembre de 1939.
Nuevamente elegido senador por Loreto en 1945, respaldó al presidente José Luis Bustamante y Rivero y junto con los parlamentarios del Frente Democrático Nacional, intentó moderar la tenaz oposición de los apristas.

### Candidato a la presidencia de la República
El gobierno de Bustamante finalizó el 27 de octubre de 1948 con el golpe de Estado del general Manuel A. Odría, quien constituyó una Junta Militar, la misma que convocó a elecciones generales en 1950. Odría sería el candidato, pero existía un problema formal: de acuerdo a la Constitución, el candidato no debía ejercer al mismo tiempo el poder, al que debía renunciar, mínimo, seis meses antes de las elecciones. Odría dio entonces su famosa “bajada al llano”: faltando apenas un mes para las elecciones dejó el poder al general Zenón Noriega (1 de junio de 1950).
La oposición, reunida en una Liga Nacional Democrática, presentó a su vez la candidatura del general Ernesto Montagne. Pero el Jurado Nacional de Elecciones rechazó su inscripción el 11 de junio de 1950. Al día siguiente estalló la rebelión de Arequipa, con saldo trágico de muertos y heridos.
El gobierno culpó a la Liga Nacional Democrática de la revuelta y Montagne fue apresado, pese a no haber tenido ninguna relación con el suceso. La Junta Militar decidió deportarle a Argentina, con la condición de que él mismo lo solicitara por escrito, lo que no sucedió. Fue puesto en libertad al cabo de dos semanas.
Quedó entonces Odría como candidato único en ese proceso electoral, convertido así en una farsa, que solo sirvió para dar aparente legitimidad a su régimen iniciado en 1948.
Retirado a la vida privada, el general Montagne murió algunos años después, en 1954.

## Condecoraciones
Solo se mencionan algunas de ellas:
- Orden El Sol del Perú, en el grado de Gran Cruz.
- Orden de Boyacá, Colombia.
- Orden al Mérito, Chile.
- Orden de la Corona, Bélgica.
- Caballero comendador de la Real Orden Victoriana, Reino Unido.
- Gran Oficial de la Orden Militar de Ayacucho.

Fue también miembro de número del Instituto Histórico del Perú, desde 1949.

## Publicaciones
Publicó:
- Curso de Topografía (1918), revisado y aumentado en el Tratado de Topografía Elemental (1923). Fue un manual que tuvo gran utilidad para los alumnos de la carrera militar, y que fue usado tanto en la Escuela Militar como en la Escuela Superior de Guerra hasta 1930.[36]
- Memorias (1962), de publicación póstuma, y que contiene información que sigue siendo utilizada por los historiadores.

Además, colaboró en la Revista Militar, de 1918 a 1930.

## Descendencia
En 1909, en la capilla de la Casa de los Ejércitos, se casó con Raquel Sánchez-Benavides La Rosa, con quien tuvo siete hijos, entre ellos el también general del Ejército Peruano, Ernesto Montagne Sánchez (1916-1993), que fue ministro de Educación Pública del primer gobierno de Fernando Belaúnde Terry; y comandante general del Ejército, ministro de Guerra y presidente del Consejo de Ministros del gobierno militar del general Juan Velasco Alvarado.